# Oktjabrski (Adygeja, Maikopski)
Oktjabrski (russisch Октябрьский) ist ein Dorf (chutor) in Südrussland. Es gehört zur Republik Adygeja und hat 56 Einwohner (Stand 2019). Im Ort gibt es 2 Straßen. Oktjabrski liegt 21 km nördlich von Tulski (dem Verwaltungszentrum des Bezirks) auf der Straße. Grosny ist der nächstgelegene ländliche Ort.